# Suore dell'Amor di Dio
Le suore dell'Amor di Dio (in spagnolo Hermanas del Amor de Dios) sono un istituto religioso femminile di diritto pontificio: le suore di questa congregazione pospongono al loro nome la sigla R.A.D.

## Storia
La congregazione venne fondata da Jerónimo Mariano Usera y Alarcón (1810-1891): dopo aver svolto vasto e intenso apostolato fra il popolo di Cuba e Porto Rico, il 27 aprile 1864 a Toro diede inizio a una nuova famiglia religiosa per l'assistenza ai fanciulli di quelle terre.
Micaela Desmaisières y López Dicastillo y Olmeda, fondatrice delle suore adoratrici ancelle del Santissimo Sacramento e della carità, aiutò Usera per l'organizzazione dell'istituto, che ottenne il pontificio decreto di lode il 20 aprile 1942 e l'approvazione definitiva della Santa Sede il 14 luglio 1947.

## Attività e diffusione
Le suore si dedicano prevalentemente all'istruzione e all'educazione cristiana dell'infanzia e della gioventù.
Le religiose sono presenti in Europa (Francia, Germania, Italia, Portogallo, Spagna), nelle Americhe (Brasile, Bolivia, Cile, Cuba, Guatemala, Messico, Perù, Porto Rico, Repubblica Dominicana, Stati Uniti d'America), in Africa (Angola, Capo Verde, Mozambico) e nelle Filippine; la sede generalizia è a Madrid.
Alla fine del 2008 la congregazione contava 845 religiose in 111 case.